# Wicklow GAA
Le Wicklow County Board of the Gaelic Athletic Association ou plus simplement Wicklow GAA est une sélection de sports gaéliques basée dans la province du Leinster. Elle est responsable de l’organisation des sports gaéliques dans le Comté de Wicklow et des équipes qui le représente dans les rencontres inter-comtés. 

## Histoire
Wicklow est un des deux comtés à n’avoir jamais gagné une compétition provinciale (l’autre est Fermanagh GAA). Au niveau des clubs il en est autrement avec mais le club de Bray Emmets, le club phare des premières années du XXe siècle a remporté le championnat du Leinster et le All-Ireland, même si à l’époque il évoluait sous les couleurs du Comté de Dublin. Le plus grand exploit du Wicklow reste néanmoins la victoire du club de Baltinglass dans le championnat d’Irlande des clubs en 1990.

## Clubs
- Emmets
- Baltinglass

## Palmarès

### Football gaélique
- Tommy Murphy Cup –
  - 2007
- All-Ireland Senior Club Football Championship 
  - Baltinglass 1990
- Leinster Senior Football Championship 
  - finalistes 1897
  - 14 fois demi-finalistes (la dernière fois en 1995)